# Миша Анастасијевић
Михајло Анастасијевић — Капетан Миша (Пореч на Дунаву, 24. фебруар 1803 — Букурешт, 27. јануар 1885) био је српски трговац, учитељ и добротвор. Анастасијевић је био титуларни мајор и велики српски родољуб.
Миша Анастасијевић је остао у сећању савременика: „Није био ни строг, ни реакционаран, а особина тврдичлука код њега уопште није постојала. Био је човек широка духа и племенита срца. Знао је да живи као велики господин, користећи задовољства која живот пружа, али исто тако и да чини културна дела. Био је нежан отац за све чланове своје породице, као и за оне који су живели на његовим добрима. Свима је био добар учитељ, али изнад свега добар Србин. Своју отаџбину је волео безгранично и своје личне интересе потчињавао општим.”

## Детињство
Михајло Анастасијевић је рођен на дунавском острву Поречу, чије се становништво касније преселило на обалу, Доњи Милановац. Отац Анастас, по коме је Миша добио презиме, био је земљорадник и ситан трговац у Поречу. Мајка Ружа, домаћица, умрла је убрзо по порођају. О Миши се бринула маћеха, иначе удовица Миља, пошто је умро и њен други муж Анастас (када је Миша имао три године). Отац је Миши оставио од имања: мали виноград „од 10 мотика”, 10 јутара ораће земље са једном кућом плотаром у којем је био мали дућан „са еспапом за 400 гроша”, на острву Пореч. Удовица-маћеха и сироче остали су заједно да живе; „она га је пригрлила као своје дете”. Спасао их је беде неки трговац Стојан Матрашлија, који је неколико година водио напола Миљин дућан и радио земљу. Миша је целокупно школовање окончао за две године, 1808—1809. године учећи у Поречу буквар, псалтир и рачуницу. За време Првог српског устанка Миша и Миља два пута беже преко Дунава у Аустрију. Године 1813. по други пут су се спашавали прелазећи Дунав, да би отишли у место Ограђену, код Миљиног рођака, поп Јове. Са једанаест година је у Поречу био учитељ (у школи коју је и сам похађао) замењујући неколико месеци одсутног свештеника, будући да је знао да чита и пише. Имао је 15 ученика од којих је убирао укупно 8 гроша по месецу. Кад се смирило ратно стање узео је себи Мишу за писара, Барјаш-ага адакалски војвода. Мада је имао сада месечну плату од 10 гроша и храну, првом приликом је побегао, бојећи се Турака. Маћеху Миљу (коју је много волео и помагао) када је умрла 1837. године, сахранио је у породичној гробници коју је подигао уз нову цркву у Милановцу, своју задужбину.

## Пословни и породични човек
Већ као дечак започео је бављење трговином 1814. године. Прво ради као слуга у дућану Тенке Динуловића, где је, између осталог, кувао и продавао сапун. Потом прелази у најам код Ага Вула Глигоријевића, тадашњег поречког старешине, као подрумџија. Служио је као дечко за 6 гроша на месец, да би 1865. године његово богатство износило приближно 18. милиона дуката или неколико милијарди динара (око 1890). Био је Миша Анастасијевић у зрелом добу најбогатији Србин, и наводно чак 12 пута имућнији од „пребогатог” кнеза Милоша. Прву већу зараду од 100 гроша добио је 1816. године за вучу лађи уз Дунав кроз Ђердап.
Године 1817. постављен је са добром препоруком за ћумруџију (цариника) на Дубровачкој скели, где остаје до 1822. године. Кренуо је опет да води свој дућан и то са пуно успеха. Тада већ има уштеђевину од 300 гроша и започиње већу трговину. Кренуо је око 1825. године да се бави уносном трговином јеленским роговима, где је зарадио 40.000 гроша. У то време је подигао двоспратну кућу (на месту старе) а на оџаку поставио трофеј — јелење рогове. Ускоро је међу богатијим људима у Србији; купио је прву лађу за 7.000 гроша. Оженио се 1825. године Христином Урошевић, млађом ћерком свештеника Илије Урошевића из Берзаске. Син јединац, умро је изненада са 6 година узраста, 18. августа 1843. године у Београду. У браку са Христином имао је Миша само преостале одрасле кћерке, њих пет дичних удавача: Јелена-Ленка Гарашанин, Ружица Чарнојевић, Персида Мариновић, Сарка Карађорђевић и Анка Дамњановић. Удајом кћерки миразуша повезао се са политичким круговима; дошао у додир са (све зетовима) Јованом Мариновићем председником владе, Радом Дамњановићем управитељем вароши Београда и министром, Арсеном Чарнојевићем аустроугарским племићем, Ђорђем Карађорђевићем чланом династије Карађорђевић, приком Илијом Гарашанином, кумом своје кћерке Анке — Томом Вучићем-Перишићем и даље. Преко жениног брата Симе, који је писар кнеза Милоша, ступа у контакт са владарем Србије, али и највећим трговцима. Шурак га је материјално помагао да започне трговачке послове, а када је убрзо преминуо (1826), Миша је наследио његово имање.
Анастасијевић је у Крагујевцу измолио кнеза Милоша да га постави за Думенџи-башу (капетана кормилара) на Ђердапском Поречу. Ту прилику коју је добио је добро искористио; увео је ред у бродски саобраћај и уз пут стекао велики углед, драгоцена познанства и зараду. Прелази на трговину крупном стоком за рачун аустријских трговаца. Књаз Милош га јула 1833. године поставља за „Дунавског капетана” (за Ђердап), даје титулу мајора са надзорно-арбитражном улогом. Преселио се са породицом из Пореча у Милановац, па 1842. године у Београд. Пред Мађарску буну (1847) се одрекао мајорства, и препустио трговачким шпекулацијама. Уносном продајом жита у Бугарској током гладне године дошао је до капитала да преузме мали рудник соли у банкроту.

## Богаташ
Главни посао Мише Анастасијевића је трговина сољу, и на почетку је био у ортаклуку са кнезом Милошем Обреновићем. Кнез му је (на Мишино тражење) позајмио новац, а делили су приходе. Први посао је одрадио 1828. године када је избио рат између Русије и Турске. Узео је од забринутих трговаца Турака једну лађу са сољу и продао успешно, крећући се несметано Дунавом, који је био иначе у блокади. Посредовао је између турских и српских трговаца. Због соли је Миша први пут дошао у Влашку 1843. године, за време кнеза Јована Бибеска. Узео је 1847. године (као главни — у друштву са богатим Србима и Власима) закуп монопол на извоз соли из кнежевине Влашке и Молдавије на седам година, а касније и на увоз соли из Аустроугарске. Наводно је имао и властите мајдане соли и велику мрежу трговачких агената. Када је исплатио све ортаке, постао један од највећих трговаца сољу на Балкану. Посао је цветао следећих петнаестак година, до 1865. године. Анастасијевић је имао око десет хиљада људи у служби, 23 сталне и привремене „камарашије” (стоваришта) у разним крајевима, највише уз реке Саву и Дунав. Камарашије су постојале и код молдавских мајдана соли и у месту Бакој, али и у Босни и унутрашњости Србије. Да би могао несметано да ради, оформио је сопствену флоту од 74 брода (које је наручио половне — преправио у Рушчуку) за превоз соли, што му је донело велико богатство. У Букурешту је била главна пословница, а у Београду седиште — централа Анастасијевићеве трговачко-извозно-увозне компаније. Служио му је 12 година Јова Рекалић из Земуна, као „београдски камараш”. Покушао је да са Коларцем и Јованом Куманудијем оснује Српско бродарско друштво са капиталом од 200.000 дуката, али је то осујетила Аустроугарска. У једном тренутку је поседовао 1,5 милиона дуката готовине, што му је обезбеђивало положај једног од најбогатијих људи на Балкану. Теша Бошњак „велика јуначина” га је као лично обезбеђење свуда пратио и чувао.
У Београду се промућурни Анастасијевић трајно настанио 1842. године, где је кућу започео 1840. године. Београдска имовина капетана Мише била је велика, са неколико кућа, кафаном, складишта и десетине башти — плацева на лепим места где су зидане различите зграде. Бригу о пословима и старање над имањем поверио је он поузданим помоћницима: Илији Пржићу, Николи Петровићу и Јоци Малеру. Миша је повремено навраћао у Србију да би проверио стање и пословање свог поседа у Београду и Милановцу.

## Спахија
Паралелно са уносном трговином сољу, Миша је почео да купује некретнине — спахилуке по јужним влашким окрузима. Први спахилук Брнчени у Телеорманском округу је купио 1844. године, а њихов број нарастао је на девет спахилука у Влашкој. Уследиле су и друге куповине наредних година, за шта је утрошио преко 500.000 дуката. Само за изградњу зграда на спахилуцима, потрошио је додатних 170.000 дуката. У свом „Животопису”, Анастасијевић је навео своје спахилуке и друге некретнине по Влашкој. Од купљених 15 је формирао 9 спахилука, груписањем места.
Били су то следећа имања:
1. Брнчени (Бранчени (Телеорман)), са Гурујени (Телеорман) (а не Гауручу), и Смардиоаса (Телеорман) — Телеорман округ; 1844. године за 45.000 дуката;
2. Драгојешти, са Ваљалујом и Островени — округ Олт; 1852. године за 24.000 дуката;
3. Чептура де Сус (Прахова), — округ Праховa; 1852. године за 6.000 дуката;
4. Клежани (Ђурђу), са Вадулат (Ваду Лат (Ђурђу)), Хобају, Обеђајку (Обедени (Ђурђу)) и Данчулешти (Горж) — окрузи Ђурђу и Горж; 1852. и 1856. године за 200.000 дуката;
5. Хађешти (Јаломица), — округ Кулф; 1854. године за 44.000 дуката; по другом извору, 12. децембра 1855. године за 29.012 дуката;
6. Балачица (Мехединци), — округ Мехединци; 1856. године за 36.000 дуката;
7. Могрешти (Горж), — округ Горж; 1862. године за 21.000 дуката;
8. Караула (Долж), — округ Долж; 1863. године за 89.000 дуката;
9. Гвардиница (Мехединци), — округ Мехединци; 1867. године за 73.000 дуката.

Главни спахилук Клежани, са великим конаком, где је најчешће боравио (и ту сада почива у цркви коју је сам градио), налазио се југозападно од Букурешта. Само за уређење Клежана је потрошио 120.000 царских дуката. На сваком спахилуку држао је поуздано особље, а чинили су га: управник, пословођа, новчар (касир), два економа који управљају пољским радом, подрумџија, 4 исправника који извршују налоге главног управника. Поред наведеног, био је власник још неких некретнина, као што су: велики виноград у Ђаломаре, те поље Грозавешти код Букурешта. Капетан Миша је убедио кнеза Милоша, да је мудро куповати влашке спахилуке, па је по његовом налогу и новцем, такође куповао поседе за Обреновиће.
Када је посао са трговином соли престао око 1865. године, након што је сву со распродао, остали су велики трошкови које добит од спахилука није могла да покрије. Његов главни пословођа Никола Вујатовић, који га је верно служио 39 година, предлагао је да све спахилуке прода. Од Клежани где би мирно проводио старост убирао би годишње 25-30.000 дуката, што је било довољно за леп живот. Али остарелом Миши то лично достојанство и богаташки понос нису дали; није могао тек тако оно што је купио за живота да због наследника изгуби.

## Добротвор
Због вредног поклона држави Србији Капетан Мишиног здања 1863. године сматрао се највећим српским добротвором. Та изузетна у сваком погледу зграда у центру Београда, коштала је Анастасијевића 110.000 дуката, рачунајући ту и преправке због нове намене. Позајмљивао је новац кнежевини Молдавији (као 2,5 милиона леја у злату 1855. године), куповао спахилуке у Влашкој (12), а када се обогатио постао велики добротвор. Али и још као младић учинио је много добрих дела и помогао сиротињи, будући захвалан сваком ко му је до тада у животу помогао. Капетан Миша је био богаташ са стилом, дарежљив а са одређеном мисијом, не заборављајући своје сиротињско порекло. Много је његових познатих доброчинстава, а сматра се да је још више непознатих. Помагао је многе писце приликом штампања њихових књига, давао и велике зајмове али и опраштао дужницима као што је опростио велики дуг (од 8.000 дуката) свом пријатељу Илији Гарашанину или рођаку Пржићу чак 40.000 дуката, поклањао гардеробу женама Доњег Милановца сваки пут када би тамо доспео, финансирао Читалиште београдско, чији је један од оснивача, као и балове на двору кнеза Александра Карађорђевића, основао и финансирао школу (мушку и женску школу) на свом имању у Влашкој, коју су ђаци бесплатно походили, давао девојкама миразе, спашавао трговце од пропасти опраштајући им дугове или дајући позајмице и слично. Поклонио је Миша и манастиру Папраћи двери и две престоне иконе. Под старе дане Миша је постао још дарежљивији, па је своју најомиљенију лађу „Симку”, без размишљања поклонио неком хуманитарном друштву. Највише је помогао и остао доживотни председник београдских — Грађанске касине и Читалишта. Изабран је 1863. године за почасног члана „Друштва српске словесности” у Београду. Његово „лакоумно” потомство је за Мишиног живота уживало све благодети богатог оца и деде, али након старчеве смрти мало им је остало у наслеђе. Миша је под старе дане почео продавати своје мање некретнине, а и ређали су се лоши исходи подухвата, као на пример када је његов сарадник — рођак Илија Пржић, због неуспеха у „шпекулацији” — изгубио Мишиних 20.000 дуката, извршио самоубиство. Влашки спахилуци више нису могли да покрију огромне трошкове, па се последњих година његовог живота капитал крунио.

## Политичар
Као богат човек био је заинтересован за политички живот кнежевине Србије. Свој утицај је дозирано и преко посредника користио. Одржавао је добре односе са кнежевима и Милошем Обреновићем и Александром Карађорђевићем, али сматран је за Карађорђевићевца. Мада су Обреновићевци сумњали у њега, он није био кнеза Александра „човек”. Од 1843. године радио ја на томе да се Вучић и Аврам Петронијевић (као и други изгнаници) врате у Србију. Подмићивао је Турке да би дошао до циља, тада, као и 1858. године. Ушао је у политику поводом заплета око његовог зета Раје Дамњановића, иначе министра и председника Великог суда. Када је кнез Александар који му није био по вољи, изгубио позиције Миша се ангажовао. Остало је нејасно шта је био Анастасијевићев циљ: да он сам или његов зет Ђорђе Карађорђевић постане кнез уместо Александра? Са кнезом је прекинуо односе када је Дамњановић због учешћа у Тенкиној завери осуђен на тамницу и тамо умро, упркос покушајима Анастасијевића да га спасе. Зет Раја је 21. марта 1858. године био отрован у Гургусовачкој кули, где је робијао. Капетан Миша се тада укључује у покрет за свргавање кнеза Александра, и сарађује са Илијом Гарашанином и Вучићем. Постаје под обреновићевском већином ипак и председник Светоандрејске скупштине 1858. године, на којој је извршена династијска смена. Победник је ипак постала трећа страна, Обреновићевска, па је Милош постао кнез. Знајући добро кнеза Милоша, памтећи његово лоше држање док су у младости заједно трговали, Анастасијевићу ту није било лепо живети. Зато је Миша Анастасијевић напустио Србију и касније тек повремено и на кратко навраћао. Са кнезом Михајлом Обреновићем се Миша боље слагао и отуда његова доброчинства према кнежевини Србији, која су уследила.

## Изградња здања
„Зидање му је било најпријатнији рад, а трговина и народна просвета увек предмет његове мисли”. Изградња капетан-Мишиног здања започета је 1857, вероватно са планом да постане двор његове ћерке Саре Карађорђевић, али је развој политичких догађаја навео Анастасијевића да је 24/12. фебруара 1863. године поклони 'своме отечеству'. На Краљевом тргу (Великој пијаци) су на месту новог здања првобитно биле три куће: у првој је била апотека Јована Дилбера, а поред две Мишине куће раздвојене гвозденом капијом. Кућу до апотеке дао је зету племићу Арсену Чарнојевићу (по неким изворима зет је био Петар Чарнојевић), а у другој је становао заједно са најомиљенијим зетом Рајом. Градња чувеног капетан Мишиног здања трајало је релативно дуго, до 1864. године, јер се чекао мермер да стигне из Италије. Кнез Михајло се у име државе захвалио дародавцу писмом 13/25. фебруара 1863. године. Са зградом поклоњен је и сав намештај и опрема за просветни и научни рад (хемијска лабораторија). У ту велику зграду смештени су затим Велика школа, гимназија, Министарство просвете, Народна библиотека и музеј. Данас се у њој на левој страни од улаза налази Ректорат Универзитета у Београду, и десно Катедра за српски језик Филолошког факултета у приземљу и део Катедре за класичне језике Филозофског факултета на спрату.
По белешки Матије Бана изградња је коштала 11 хиљада златника. По другом извору, Мишино школско здање је плаћено чак 80.000 дуката.
Следећих година ликвидирао је послове са сољу и од тада само трошио и расипао новац. Рекао је, вероватно стога што није имао мушке деце, да нема 'за кога да чува' новац.

## Старост и смрт
Миша је други део свог живота од 1859. године провео у Влашкој, где се мање бавио у Букурешту (где је и умро у својој палати) а више на највећем имању у неугледном месту Клежани (Ђурђу), где је имао двор. У двору је наводно било великог луксуза, попут употребе само сребрног покућства и најотменијег намештаја допремљеног издалека. До цркве уз школу, коју је сам подигао водио је из двора нарочити пролаз — зелена алеја, да не би спахија био ометан. О његовој безбедности су у Влашкој бринули Арнаути, а У Србији — Срби, њих 12 наоружаних личних гардиста обучених у народно рухо. Мада је имао много палата и кућа поред оне у Букурешту и Бечу, а нарочито у Београду, он се од 1842. године бавио у Влашкој, живећи на селу у отменом стилу. Остарели богаташ умро је јануара 1885. године у Букурешту, од запаљења плућа, након три дана лежања. За разлику од супруге Христине која је умрла 14. новембра 1889. године и сахрањена у Београду на Старом гробљу, у породичној гробници Анастасијевића одмах северно од цркве Св. Марка. Миша је остао сам у забаченом Клежани, где почива његово балсамовано тело, сасвим очувано у стакленом ковчегу испод саркофага, у гробног подној крипти храма Св. архистратига Михајла. Два лекара Немца су по тајном рецепту извели балсамовање тела, које је смештено у херметички затворен простор. У Обреновићевској Србији одате су му посмртне почасти; 1. фебруара 1885. године по одлуци Краљевске Владе у Саборној цркви је одржан свечани помен, а 12. фебруара Велика школа је свом доброчинитељу одржала парастос у својој сали, а Светомир Николајевић говорио о Мишином лику. У дубокој старости успео је помоћу пријатеља књижевника Матије Бана да састави свој кратки али бурни „Животопис”, који је објављен 1890. године у „Гласнику Српског ученог друштва”.
Још од 1910. године, па и између два светска рата било је у јавности неколико иницијатива да се кости просветног добротвора капетана Мише пренесу из Влашке у Југославију, али није дошло до реализације. Мада је постојала и одлука Скупштине Краљевине Србије. Нарочито се трудила његова миљеница кћерка Сарка и годинама тражила да Академија нешто учини. Највећи пијетет су показали млади академци земљаци Тимочани — Крајинци, образовани људи школовани у „Капетан Мишином здању”. Они су 1929. године тражили допуштење да свог доброчинитеља пренесу бродом у Доњи Милановац, у његову стару гробницу са спомеником, код цркве, његове задужбине у Милошевцу.

## Наслеђе
Неокласични балет „Со земље” кореографа Дејана Коларов посвећен је животу Мише Атанасијевића.